# Mîhailo Omeleanovîci-Pavlenko
Mîhailo Volodîmîrovîci Omeleanovîci-Pavlenko (în ucraineană Миха́йло Володи́мирович Омеляно́вич-Павле́нко; n. 20 decembrie 1878, Tbilisi, Imperiul Rus – d. 29 mai 1952, Paris, Franța) a fost comandantul Armatei Galițiene Ucrainene (UHA) și al Armatei Populare Ucrainene. Mai târziu, a ocupat funcția de ministru al apărării pentru Republica Populară Ucraineană în exil.

## Tinerețe
Mîhailo Omeleanovîci-Pavlenko s-a născut în Tbilisi (actuala Georgia). Tatăl său, Volodîmîr, a fost ofițer în Armata Imperială Rusă. Mama sa provenea dintr-o familie aristocrată georgiană. Omelianovych-Pavlenko a urmat academia militară din Petersburg, absolvind în 1900.

## Primul Război Mondial
În timpul Primului Război Mondial, Omeleanovîci-Pavlenko a fost comandantul multor unități ale armatei, inclusiv al unei brigade ucrainene din Ekaterinoslav.
În primăvara anului 1917, Pavlenko a devenit un susținător activ al mișcării de independență ucrainene și a inițiat crearea batalionului Odessa. De asemenea, a inițiat academii militare ucrainene în Jîtomîr și Camenița.
Pe 10 decembrie 1918, Omeleanovîci-Pavlenko a preluat comanda Armatei Ucrainene Galițiene, pe care a condus-o până în iunie 1919.
După unirea UHA cu armata Republicii Populare Ucrainene, Omeleanovîci-Pavlenko a preluat comanda forței armate. A servit ca atașat special al lui Symon Petlura. Pavlenko a comandat armata UNR în timpul Primei Campanii de Iarnă (1920).

## Anii interbelici
Pavlenko s-a mutat la Praga, unde a condus Alianța Organizațiilor Veteranilor din Ucraina.

## Viața ulterioară
După al Doilea Război Mondial, Pavlenko s-a mutat în Franța și în 1945 a fost ales ministru al apărării pentru Republica Populară Ucraineană în exil. Și-a încheiat mandatul în 1948. Pavlenko a fost promovat la gradul de locotenent general.

## Moștenire

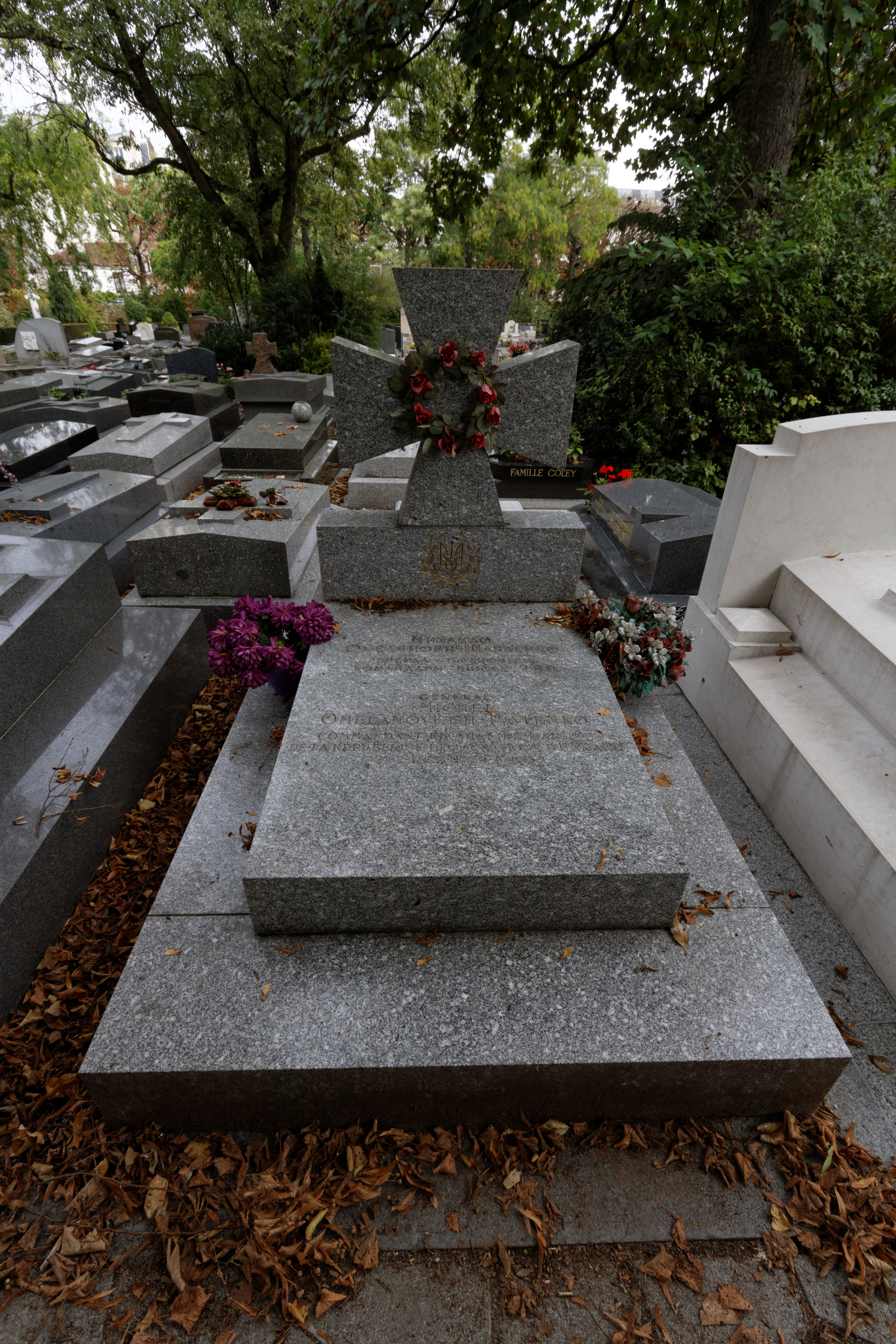
Mormântul său în cimitirul Père Lachaise

Din cauza politicilor de decomunizare, o stradă din Kiev numită inițial după generalul rus Aleksandr Suvorov a fost redenumită Omeleanovîci-Pavlenko în 2016.

## Publicații
Pavlenko a scris patru cărți: Războiul ucraineno-polonez din 1918–19 (publicată în 1929), Campania de iarnă (publicată în 1934) și două cărți de memorii (publicate în 1930, respectiv 1935).